# Солнце в листве айвового дерева
«Солнце в листве айвового дерева» (исп. El sol del membrillo) — фильм режиссёра Виктора Эрисе, снятый в 1992 году.

## Сюжет
В центре фильма жизнь испанского художника Антонио Лопеса (камео) и его попытки изобразить айвовое дерево, которое растет у него в саду. Лопес пытается ухватить идеальное мгновение красоты, тем временем камера создает своеобразную хронику его работы.
Мадрид, осень 1990 года. Художник Антонио Лопес много лет назад посадил айвовое дерево в саду своей студии. Теперь он решает написать его, как раз тогда, когда начинают созревать его плоды. Фильм показывает нам творческий процесс создания картины, от некоторых технических аспектов до разговоров художника с людьми, посещающими его студию, уделяя особое внимание ощущениям, которые художник испытывает на протяжении всего этого процесса. В конце фильма Антонио Лопес рассказывает нам сон.
Фильм был снят в 1990 году в Мадриде, в студии и доме Антонио Лопеса, расположенных в жилом комплексе Лос-Росалес мадридского района Чамартин.

## Награды
- 1992 — премия ФИПРЕССИ, премия жюри Каннского МКФ, номинация на Золотую пальмовую ветвь Каннского МКФ
- 1992 — Гран-при - «Золотой Хьюго» Международного кинофестиваля в Чикаго